# NGC 6338
NGC 6338 é uma galáxia lenticular (S0) localizada na direcção da constelação de Draco. Possui uma declinação de +57° 24' 41" e uma ascensão recta de 17 horas, 15 minutos e 22,6 segundos.
A galáxia NGC 6338 foi descoberta em 24 de Abril de 1789 por William Herschel.